# Kaai Yuki
Kaai Yuki (歌愛ユキ) (歌愛ユキ) là một nhân vật vocaloid được phát triển bởi AH-Software Co. Ltd  và được sản xuất trên nền tảng Vocaloid 2.

## Phát triển
Giọng của cô được lấy từ những bản ghi âm của một học sinh tiểu học. Tuy nhiên, tên của người cung cấp mẫu giọng cho Yuki không được tiết lộ.
AH-Software cũng thông báo rằng họ sẽ bán giọng hát của họ ở Đức, và Yuki sẽ là người đầu tiên được bán ở đó.

### Phần mềm bổ sung
Silhouettes của AH-Software VOCALOIDs đã được tiết lộ trên một poster vào 6 tháng 11 năm 2014, tuy nhiên mục đích của chúng vào thời điểm đó chưa được xác nhận. Vào ngày 20 tháng 11, bản phát trực tiếp của Vocaloid 4 đã khẳng định rằng tất cả các Vocaloid, ngoại trừ Tohoku Zunko, đều sẽ nhận được bản cập nhật Vocaloid 4. Sau đó, AH-Software đã xác nhận rằng do người cung cấp mẫu giọng của Yuki đã trưởng thành, có thể các growl samples sẽ được ghi lại từ một người cung cấp mẫu giọng mới. Vào ngày 30 tháng 9, Yuki đã được xác nhận rằng cô sẽ chỉ nhận được một Natural voicebank, có thể được mua riêng hoặc trong một starter package. Ngày phát hành của cô đã được công bố là vào 29 tháng 10 năm 2015.
Trong một cuộc phỏng vấn, Tomohide Ogata bày tỏ mong muốn sản xuất phiên bản tiếng Anh cho giọng hát của họ, nhưng dự án đó quá phức tạp. Ông giải thích rằng, do tất cả những nhà cung cấp giọng đều là người Nhật, họ muốn tìm một giọng nói tiếng Anh tương tự với phiên bản tiếng Nhật từ Hoa Kỳ và Vương quốc Anh.

## Nhân vật
Cô và Hiyama Kiyoteru được phát hành như những giọng hát "học sinh" và "giáo viên".
Yuki được miêu tả là một học sinh tiểu học 9 tuổi. Cô được cho là "cao như 10 quả táo lớn" và "nặng như 86 quả táo". Ba lô randoseru màu đỏ của cô là một motif của wind controller, WX5 của YAMAHA. 